# Kim Chiu
Kim Chiu (tên khai sinh: Kimberly Sue Yap Chiu, tiếng Trung: 张金珠; Hán-Việt: Trương Kim Châu; bính âm: Zhang Jinzhu, sinh ngày 19 tháng 4 năm 1990), là một nữ diễn viên người Philippines gốc Hoa. Cô sống ở thành phố Cebu trước khi cô đi đến Manila để tham dự game show Pinoy Big Brother. Chiu là người chiến thắng đầu tiên của Pinoy Big Brother: Teen Edition. Cô cũng là một diễn viên nổi tiếng người Philippines. Hiện tại, cô đang làm việc cho hãng phim ABS-CBN. Là một ca sĩ trẻ,cô đã phát hành album đầu tay 'Gwa Ai Di'.

## Sự nghiệp âm nhạc
| Album | Album                                | Album           | Album         | Album |
| Year  | Album Title                          | Recording label | Certification | Ref.  |
| ----- | ------------------------------------ | --------------- | ------------- | ----- |
| 2007  | Gwa Ai Di                            | Star Records    | Gold          | [ 3 ] |
| 2015  | Chinita Princess                     | Star Music      | Platinum      | [ 4 ] |
| 2017  | Chinita Princess: Touch of Your Love | Star Music      | Gold          |       |

| Singles | Singles                                                    | Singles                              | Singles         | Singles |
| Year    | Song title                                                 | Album                                | Recording label |         |
| ------- | ---------------------------------------------------------- | ------------------------------------ | --------------- | ------- |
| 2007    | Gwa Ai Di                                                  | Gwa Ai Di                            | Star Music      |         |
| 2007    | Crazy Love                                                 | Gwa Ai Di                            | Star Music      |         |
| 2007    | Trying                                                     | Gwa Ai Di                            | Star Music      |         |
| 2007    | Peng You (Tagalog Adaptation)                              | Gwa Ai Di                            | Star Music      |         |
| 2007    | Yue Liang Dai Biao Wo de Xin "The Moon Represent My Heart" | Gwa Ai Di                            | Star Music      |         |
| 2007    | Heartbreak Song                                            | Gwa Ai Di                            | Star Music      |         |
| 2007    | I've Fallen For You (bonus track) (with Gerald Anderson)   | Gwa Ai Di                            | Star Music      |         |
| 2015    | Mr. Right                                                  | Chinita Princess                     | Star Music      |         |
| 2015    | Darating Din                                               | Chinita Princess                     | Star Music      |         |
| 2015    | Wala Man Sa'Yo Ang Lahat                                   | Chinita Princess                     | Star Music      |         |
| 2015    | Say We Don't Care                                          | Chinita Princess                     | Star Music      |         |
| 2015    | Someday (Crazy Love)                                       | Chinita Princess                     | Star Music      |         |
| 2015    | Express Yourself                                           | Chinita Princess                     | Star Music      |         |
| 2017    | Okay na Ako                                                | Chinita Princess: Touch of Your Love | Star Music      |         |
| 2017    | Wag Ka Makulit                                             | Chinita Princess: Touch of Your Love | Star Music      |         |
| 2017    | Ipadarama                                                  | Chinita Princess: Touch of Your Love | Star Music      |         |
| 2017    | Katok                                                      | Chinita Princess: Touch of Your Love | Star Music      |         |
| 2017    | Yun Na, You Na                                             | Chinita Princess: Touch of Your Love | Star Music      |         |
| 2020    | Wag Kang Bumitaw                                           | N/A                                  | Star Music      |         |
| 2020    | Bawal Lumabas (The Classroom Song)                         | N/A                                  | Star Music      |         |
| 2021    | Kimmi (with DJ M.O.D.)                                     | N/A                                  | Star Music      |         |

Singles from OST Albums
• Mine (Sana Maulit Muli)
• Pusong Lito (My Girl)
• Sabihin Mo Na w/ Gerald Anderson (My Girl)
• Crazy Love "Chinese Version" (My Girl)
• My Only Hope  (My Only Hope)
Others
• Kering Keri (Rejoice TV Commercial)
• Whisper, I Love You (Close Up MV)
• Softly (Kim Chiu, Youtube)
• Bawal Lumabas (Kim Chiu, Youtube) - An allusion to 2019-20 coronavirus pandemic and ABS-CBN franchise renewal controversy |}

### Music videos
| Year | Song Title          | Artist               | Notes                                |
| ---- | ------------------- | -------------------- | ------------------------------------ |
| 2006 | Loveteam            | Itchyworms           | First MV                             |
| 2007 | Kering Keri         | Herself              | Rejoice TVC                          |
| 2007 | Crazy Love          | Herself              | Gwa Ai Di                            |
| 2008 | Whisper, I love you | with Gerald Anderson | Whisper TVC                          |
| 2008 | Closer You And I    | Spongecola           | Close Up TVC                         |
| 2012 | Softly              | Herself              | Old-YouTube Channel                  |
| 2013 | Discolamon          | Banda Ni Kleggy      |                                      |
| 2015 | Mr. Right           | Herself              | Chinita Princess                     |
| 2015 | Darating Din        | Herself              | Chinita Princess                     |
| 2017 | Okay Na Ako         | Herself              | Chinita Princess: Touch of your Love |

## Phim tham gia

### Phim điện ảnh
| Year | Title                             | Role                          | Film Company |
| ---- | --------------------------------- | ----------------------------- | ------------ |
| 2006 | First Day High                    | Indira "Indi" Dela Concepcion | Star Cinema  |
| 2007 | I've Fallen For You               | Alex Tamayo Reyes             | Star Cinema  |
| 2008 | Shake Rattle & Roll X             | Joy                           | Regal Films  |
| 2009 | I Love You, Goodbye               | Melissa "Issa" Benitez        | Star Cinema  |
| 2010 | Paano na Kaya                     | Mae Chua                      | Star Cinema  |
| 2010 | Till My Heartaches End            | Agnes Garcia                  | Star Cinema  |
| 2012 | The Healing                       | Cookie Limguangco             | Star Cinema  |
| 2012 | 24/7 in Love                      | Patty Escalona                | Star Cinema  |
| 2013 | Bakit Hindi Ka Crush Ng Crush Mo? | Sandy Veloso                  | Star Cinema  |
| 2014 | Bride for Rent                    | Racquelita "Rocky" Dela Cruz  | Star Cinema  |
| 2014 | Past Tense                        | Rosabelle "Belle" Garcia      | Star Cinema  |
| 2015 | Must Date The Playboy             | Victoria "Tori" Alcantara     | StarFlix     |
| 2015 | Etiquette for Mistresses          | Ina Del Prado                 | Star Cinema  |
| 2015 | All You Need Is Pag-Ibig          | Anya del Rosario              | Star Cinema  |
| 2017 | The Ghost Bride                   | Mayen Lim                     | Star Cinema  |
| 2018 | Da One That Ghost Away            | Carmel Monseratt              | Star Cinema  |
| 2018 | One Great Love                    | Zyra Paez                     | Regal Films  |
| 2020 | U-Turn                            | Donna                         | Star Cinema  |

### Phim truyền hình
| TV Shows/ Guestings/ Appearance | TV Shows/ Guestings/ Appearance                                | TV Shows/ Guestings/ Appearance               | TV Shows/ Guestings/ Appearance | TV Shows/ Guestings/ Appearance |
| ------------------------------- | -------------------------------------------------------------- | --------------------------------------------- | ------------------------------- | ------------------------------- |
| 2021                            | Pangako, Ikaw Lang                                             |                                               | Kapamilya Channel A2Z TV5       |                                 |
| 2020                            | Bawal Lumabas: The Series                                      | Emerald                                       | iWantTFC                        |                                 |
| 2020                            | Maalaala Mo Kaya: Pancit                                       | Kristine                                      | Kapamilya Channel A2Z           |                                 |
| 2020; 2021                      | Pinoy Big Brother: Connect                                     | Herself / Host                                | Kapamilya Channel A2Z TV5       |                                 |
| 2020–present                    | It's Showtime                                                  | Herself / Regular Host                        | Kapamilya Channel A2Z           |                                 |
| 2020                            | Love Thy Woman                                                 | Jia Wong                                      | ABS-CBN Kapamilya Channel       |                                 |
| 2019                            | Maalaala Mo Kaya: MVP                                          | Cherry Ann "Sisi" Rondina                     | ABS-CBN                         |                                 |
| 2018–2019                       | Pinoy Big Brother: Otso                                        | Herself / Host                                | ABS-CBN                         |                                 |
| 2018                            | Maalaala Mo Kaya: Mata                                         | Sarah                                         | ABS-CBN                         |                                 |
| 2018                            | Ipaglaban Mo: Korea                                            | Hazel                                         | ABS-CBN                         |                                 |
| 2018                            | Star Hunt: The Grand Audition Show                             | Host                                          | ABS-CBN                         |                                 |
| 2017–2018                       | Ikaw Lang Ang Iibigin                                          | Bianca Agbayani-Dela Vega                     | ABS-CBN                         |                                 |
| 2017                            | Maalaala Mo Kaya: Sulat                                        | Cze Legaspi                                   | ABS-CBN                         |                                 |
| 2016                            | Maalaala Mo Kaya: Korona                                       | Jeany Rose Joromat                            | ABS-CBN                         |                                 |
| 2016                            | The Voice Kids                                                 | Herself / Co-Host                             | ABS-CBN                         |                                 |
| 2016                            | The Story of Us                                                | Cristine "Tin" Manalo                         | ABS-CBN                         |                                 |
| 2014                            | Ikaw Lamang: Book 2                                            | Andrea Hidalgo / Jacqueline "Jacq" Sanggalang | ABS-CBN                         |                                 |
| 2014                            | Ikaw Lamang                                                    | Isabelle Miravelez                            | ABS-CBN                         |                                 |
| 2013                            | Wansapanataym: My Fairy Kasambahay                             | Elyza                                         | ABS-CBN                         |                                 |
| 2012–2013                       | Ina, Kapatid, Anak                                             | Celyn Marasigan / Celyn Buenaventura          | ABS-CBN                         |                                 |
| 2012                            | Maalaala Mo Kaya: Kalendaryo                                   | Pauline Chaves                                | ABS-CBN                         |                                 |
| 2011–2012                       | My Binondo Girl                                                | Jade Dimaguiba / Jade Sy / Yuan Sy            | ABS-CBN                         |                                 |
| 2011                            | Minsan Lang Kita Iibigin                                       | young Alondra Sebastiano                      | ABS-CBN                         |                                 |
| 2010                            | Your Song Presents: Kim                                        | Various roles                                 | ABS-CBN                         |                                 |
| 2010                            | Wansapanataym Presents: Super Kikay and Her Flying Pagong      | Super K / Kikay                               | ABS-CBN                         |                                 |
| 2010                            | Your Song Presents: Maling Akala                               | Yen Cobangbang / Karl Anda                    | ABS-CBN                         |                                 |
| 2010                            | Banana Split                                                   | Various roles                                 | ABS-CBN                         |                                 |
| 2010                            | Maalaala Mo Kaya: Bimpo                                        | Joy Carbonel                                  | ABS-CBN                         |                                 |
| 2010                            | Kung Tayo'y Magkakalayo                                        | Gwen Marie Crisanto                           | ABS-CBN                         |                                 |
| 2009                            | Tayong Dalawa (Biển tình ngang trái)                           | Audrey King                                   | ABS-CBN                         |                                 |
| 2008                            | Your Song Presents: My Only Hope                               | April Padilla                                 | ABS-CBN                         |                                 |
| 2008                            | Maalaala Mo Kaya: Notebook                                     | Ameng Jurado                                  | ABS-CBN                         |                                 |
| 2008                            | My Girl: Turns 18                                              | Herself                                       | ABS-CBN                         |                                 |
| 2008                            | My Girl                                                        | Jasmine Estocapio                             | ABS-CBN                         |                                 |
| 2008                            | Sineserye Presents: The Susan Roces Cinema Collection: Maligno | Eliza                                         | ABS-CBN                         |                                 |
| 2007                            | Your Song Presents: Ngiti                                      | Sansan                                        | ABS-CBN                         |                                 |
| 2007                            | Love Spell Presents: Cindy-rella                               | Cindy / Rella                                 | ABS-CBN                         |                                 |
| 2007                            | Your Song Presents: Someday                                    | Jodie Borela                                  | ABS-CBN                         |                                 |
| 2007                            | Gokada Go!                                                     | Melody Go                                     | ABS-CBN                         |                                 |
| 2007                            | Sana Maulit Muli                                               | Jasmine "Poknat" Sta. Maria                   | ABS-CBN                         |                                 |
| 2006                            | Love Spell Presents: Pasko Na, Santa Ko                        | Abby                                          | ABS-CBN                         |                                 |
| 2006                            | Love Spell Presents: Charm and Crystal                         | Crystal                                       | ABS-CBN                         |                                 |
| 2006                            | Aalog-Alog                                                     | Kim Chan Sukimura                             | ABS-CBN                         |                                 |
| 2006                            | Love Spell Presents: My Boy, My Girl                           | Stephanie "Stephen"                           | ABS-CBN                         |                                 |
| 2006                            | Your Song Presents: Alive                                      | Abby                                          | ABS-CBN                         |                                 |
| 2006                            | Your Song Presents: Bitin Sa Iyo                               | Kayan                                         | ABS-CBN                         |                                 |
| 2006                            | Maalaala Mo Kaya: Bus                                          | Kate                                          | ABS-CBN                         |                                 |
| 2006                            | Star Magic Presents: Ang Lovey Kong All Around                 | Baby Girl                                     | ABS-CBN                         |                                 |
| 2006–present                    | ASAP                                                           | Herself / Regular Host / Performer            | ABS-CBN                         |                                 |
| 2006                            | Pinoy Big Brother: Teen Edition 1                              | Herself / Housemate / Teen Big Winner         | ABS-CBN                         |                                 |

## Giải thưởng
| Năm  | Giải thưởng của phim                                                | Giải thưởng                                                                                            | Kết quả   |
| ---- | ------------------------------------------------------------------- | --- | --------- |
| 2007 | ENPRESS Golden Screen Awards                                        | Best Breakthrough Performance (First Day High)                                                         | Đề cử     |
| 2007 | Guillermo Mendoza Memorial Scholarship Foundation Box Office Awards | Most Promising Female Star                                                                             | Đề cử     |
| 2007 | Guillermo Mendoza Memorial Scholarship Foundation Box Office Awards | Most Popular Love Team with Gerald Anderson                                                            | Đề cử     |
| 2007 | 23rd PMPC Star Awards for Movies                                    | Best New Movie Actress (for First Day High)                                                            | Đoạt giải |
| 2007 | 23rd PMPC Star Awards for Movies                                    | Female Star of the Night                                                                               | Đề cử     |
| 2007 | 21st PMPC Star Awards for Television                                | Best New Female TV Personality (Sana Maulit Muli)                                                      | Đoạt giải |
| 2007 | ASAP Pop Viewer's Choice Awards                                     | Pop TV Character of the Year (Poknat in Sana Maulit Muli)                                              | Đoạt giải |
| 2008 | ASAP Pop Viewer's Choice Awards                                     | Pop TV Character of the Year (Jasmine in My Girl)                                                      | Đoạt giải |
| 2008 | Myx Music Awards                                                    | Favorite Guest Appearance in a Music Video (Love Team by Itchyworms) with Gerald Anderson              | Đoạt giải |
| 2008 | Guillermo Mendoza Memorial Scholarship Foundation Box Office Awards | Most Popular Loveteam with Gerald Anderson                                                             | Đoạt giải |
| 2008 | Anak TV Seal Awards                                                 | Most Admired Female TV Personality                                                                     | Đoạt giải |
| 2008 | 34th Metro Manila Film Festival                                     | Best Actress (for Shake Rattle and Roll X)                                                             | Đề cử     |
| 2009 | Guillermo Mendoza Memorial Scholarship Foundation Box Office Awards | Most Popular Loveteam of Movies & TV with Gerald Anderson                                              | Đoạt giải |
| 2009 | 57th FAMAS Awards                                                   | German Moreno Youth Achievement Award                                                                  | Đoạt giải |
| 2009 | ASAP Pop Viewer's Choice Award                                      | Pop Covergirl of the Year                                                                              | Đoạt giải |
| 2009 | Anak TV Seal Awards                                                 | Most Admired Female TV Personality                                                                     | Đoạt giải |
| 2009 | 35th Metro Manila Film Festival                                     | Best Supporting Actress (I Love You, Goodbye)                                                          | Đề cử     |
| 2010 | 12th Gawad Tanglaw                                                  | Best Supporting Actress (I Love You, Goodbye)                                                          | Đề cử     |
| 2010 | 20th Young Critics Circle Awards                                    | Best Performance by Male or Female, Adult or Child,in Leading or Supporting Role (I Love You, Goodbye) | Đoạt giải |
| 2010 | 26th PMPC Awards for Movies                                         | Movie Supporting Actress of the Year (I Love You, Goodbye)                                             | Đề cử     |
| 2010 | 6th USTv Awards                                                     | Best Actress in a Daily Soap Opera (Tayong Dalawa)                                                     | Đoạt giải |
| 2010 | NSUU TV Awards                                                      | Best Performance by an Actress in a Series, Mini-series or TV Movie (Tayong Dalawa)                    | Đoạt giải |
| 2010 | Myx Music Awards                                                    | Favorite Media Soundtrack (Whisper I Love You From Paano Na Kaya?) with Gerald Anderson                | Đề cử     |
| 2011 | ASAP Pop Viewer's Choice Awards                                     | Pop Kapamilya TV Character (Jade/Yuan in My Binondo Girl)                                              | Đoạt giải |
| 2012 | Guillermo Mendoza Memorial Scholarship Foundation                   | Princess of Philippine Television (My Binondo Girl)                                                    | Đoạt giải |
| 2012 | Yahoo OMG Award                                                     | Breakthrough Actress of the Year                                                                       | Đoạt giải |
|      | Yahoo OMG Award                                                     | Love Team of The Year with Xian                                                                        | Đoạt giải |